# Obléhání Adrianopole (813)
Obléhání Adrianopole roku 813 byla vojenská operace bulharských armád chána Kruma, jež skončila dobytím města a odvedením části jeho obyvatel do bulharského zajetí na levém břehu Dunaje.

## Okolnosti a průběh obléhání
Po vítězství nad císařem Nikeforem I. roku 811 se bulharský chán Krum rozhodl zaútočit na byzantské hlavní město Konstantinopol, přičemž část své armády poslal oblehnout i další významný byzantský opěrný bod v Thrákii – Adrianopol. Zatímco se obléhání Konstantinopole nezdařilo a bulharská vojska pouze vyplenila okolí města, podařilo se Krumovi na zpáteční cestě dobýt Adrianopol. Bulharský chán odtud odtáhl do oblastí na sever od Dunaje na 10 000 obyvatel města včetně tamějšího arcibiskupa Manuela.